# Eberhard Feik

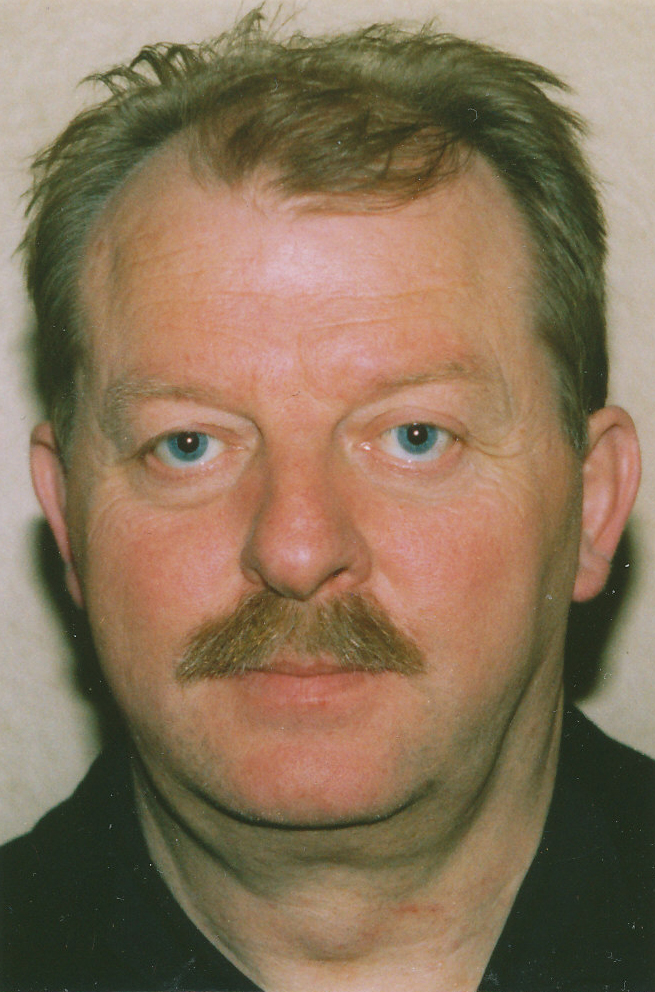
Eberhard Feik (ca. 1985)

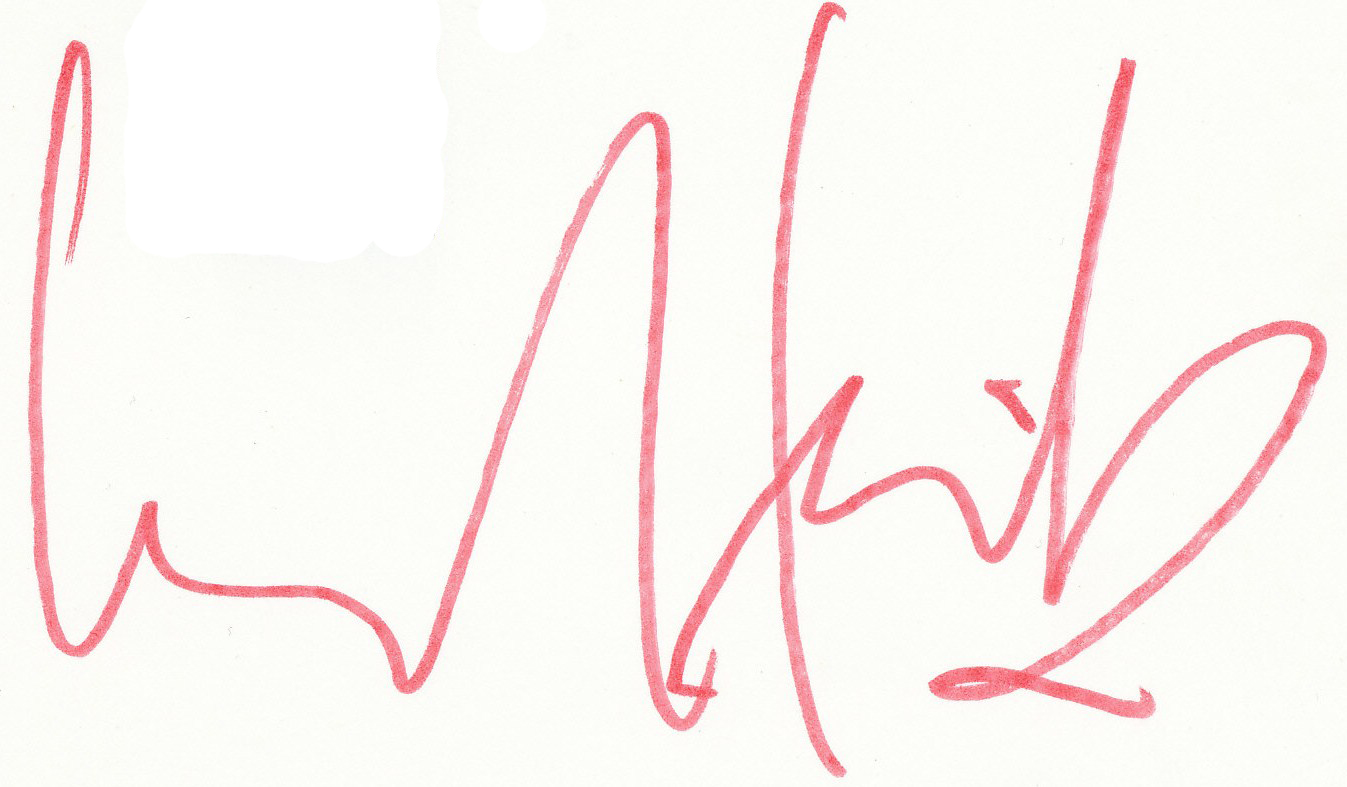
Autogramm

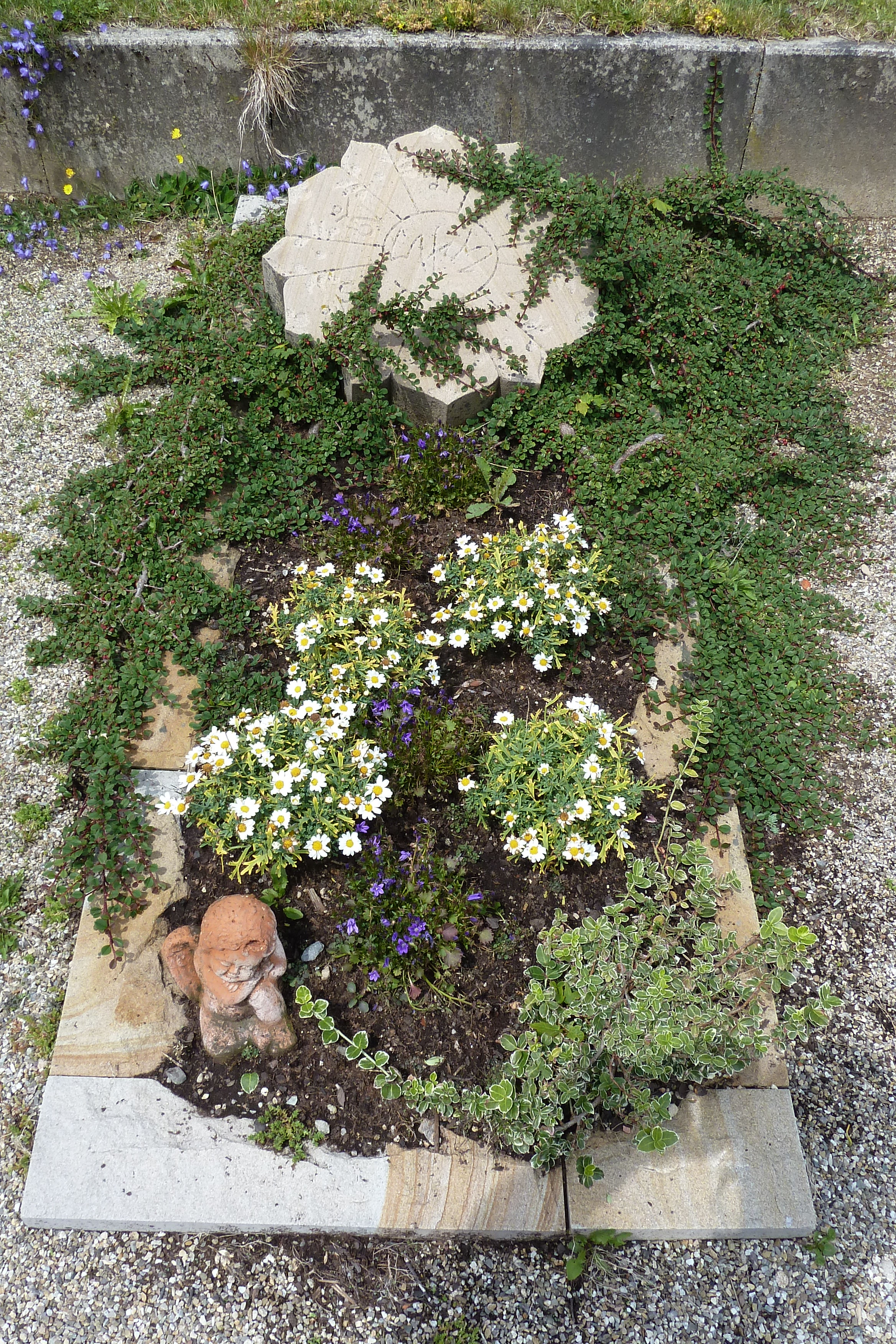
Grab auf dem Friedhof von Oberried-Hofsgrund (2011)

Eberhard Feik (* 23. November 1943 in Chemnitz; † 18. Oktober 1994 in Oberried, Breisgau) war ein deutscher Schauspieler. Popularität erlangte er in der Rolle des Christian Thanner als Partner-Kollege von Kommissar Horst Schimanski in der in Duisburg spielenden Tatort-Reihe.

## Lebenslauf
Der Sohn eines Bergmanns und einer Postbeamtin war das jüngste von fünf Geschwistern. Er wuchs im Bergischen Land in der Nähe von Köln auf. Der Nachname stammte von einem seiner Vorfahren, dem türkischen Reiteroffizier Sulaiman Feik.
In seiner Jugend wollte Feik Lastwagenfahrer werden. Er begann jedoch nach seinem Abitur am Städtischen Gymnasium Köln-Deutz in Köln ein Studium der Anglistik und Germanistik und wechselte, angeregt durch seine Erfahrungen an dortigen Studententheatern, u. a. in der „Studiobühne am Germanistischen Seminar der Uni-Bonn“, auf die Schauspielschule und studierte nebenbei Theaterwissenschaften. Die ersten Stationen seiner schauspielerischen Karriere waren das Theater am Dom in Köln, das Stadttheater Krefeld und die Staatstheater in Stuttgart, wo er 1971 als DKP-Kandidat bei der Kommunalwahl für den Stadtrat aufgestellt wurde, sowie Frankfurt am Main. 1973 wechselte er nach Berlin zur Schaubühne am Halleschen Ufer, der er sechs Jahre lang angehörte. Feik wirkte in mehreren Kinderfilmen mit, z. B. in Die Vorstadtkrokodile, Schöne lahme Ferien und Die Distel.
Er führte Regie, arbeitete in Konstanz, Pforzheim, Dortmund und Karlsruhe und inszenierte unter anderem Stücke von Bertolt Brecht, Henrik Ibsen, William Shakespeare, Friedrich Schiller. Feik spielte Oboe, Klavier und Gitarre.
Einem breiten Publikum wurde er durch die Rolle des Christian Thanner bekannt, den er an der Seite von Götz George (Schimanski) in 27 Tatortfolgen sowie zwei Kinofilmen verkörperte. Von 1981 bis 1991 ermittelte das Duo im Ruhrgebiet mit eher unkonventionellen Methoden. Nach einer Umfrage im Mai 2008 war die Figur Thanner zusammen mit Schimanski der beliebteste Tatort-Kommissar.
Im Oktober 1987 erlitt der Schauspieler im Alter von 43 Jahren während der Dreharbeiten zum Tatort Einzelhaft einen Herzinfarkt, woraufhin er sich einer Operation mit drei Bypässen unterziehen musste. Seine letzte große Fernsehrolle war 1993 Ein Mann am Zug. Am 18. Oktober 1994 erlag er im Alter von 50 Jahren bei einer Fahrradtour im Schwarzwald einem weiteren Herzinfarkt.
Feik war mit der Schauspielerin Anneli Wagner verheiratet, mit der er zwei Töchter hatte. Die Grabstelle des Schauspielers befindet sich auf dem Friedhof Hofsgrund am Schauinsland.
Im Dezember 2014 berichtete Die Zeit, dass Feik und seine Ehefrau von 1977 bis 1984 als Inoffizielle Mitarbeiter der DDR-Staatssicherheit geführt worden seien. Feik war damals Mitglied der Deutschen Kommunistischen Partei. Kurze Zeit später dementierte Feiks Witwe die Tätigkeit. Ihr Mann habe vielmehr 1984 einen Anwerbeversuch bei einem Verwandtenbesuch dem Bundesamt für Verfassungsschutz gemeldet.

## Filmografie (Auswahl)

### Allgemein
- 1972: Der Spatz vom Wallrafplatz
- 1974: Rappelkiste – Vom Bauen und Wohnen[11][12]
- 1975: Familienglück
- 1976: Sommergäste
- 1977: Die Vorstadtkrokodile (Fernsehfilm)
- 1978: Die Macht der Männer ist die Geduld der Frauen (Doku)
- 1979: Uns reicht das nicht (Fernsehfilm)
- 1979: Winterreise im Olympiastadion (Doku)
- 1980: Schöne lahme Ferien (Fernsehfilm)
- 1980: Laufen lernen (Fernsehfilm)
- 1980: Die Judenbuche (Fernsehfilm)
- 1980: Ein Mann von gestern (Fernsehfilm)
- 1980: Die Paulskirche (Fernsehfilm)
- 1982: Dabbel Trabbel
- 1982: Die Pawlaks – Eine Geschichte aus dem Ruhrgebiet (Fernsehserie, 3 Teile)
- 1982: Ab in den Süden (Fernsehfilm)
- 1982: Tollwut
- 1982: Der Mann auf der Mauer
- 1983: Schau ins Land (Fernsehserie, 1 Folge)
- 1983: Frau Juliane Winkler (Fernsehfilm)
- 1983: Satan ist auf Gottes Seite (Fernsehfilm)
- 1983: Kommissariat 9 (Fernsehserie, 1 Folge)
- 1984: Mrs. Harris – Freund mit Rolls Royce (Fernsehfilm)
- 1984: Blaubart (Fernsehfilm)
- 1984: Die Schöffin (Fernsehserie)
- 1984: So lebten sie alle Tage (TV Mehrteiler)
- 1984: Unser Mann vom Südpol (Fernsehfilm)
- 1985: Anruf genügt (Fernsehfilm)
- 1985: Otto – Der Film
- 1985: Es muß nicht immer Mord sein (Fernsehserie, 1 Folge)
- 1986: Die Schwarzwaldklinik (Fernsehserie, 1 Folge)
- 1986: Der Polenweiher
- 1986: Der Fahnder – Wo die Kanonen blühn (Fernsehserie)
- 1987: Mrs. Harris – Der geschmuggelte Henry (Fernsehfilm)
- 1987: Anna (Fernsehserie, 6 Folgen)
- 1987: Auf Achse – Die Oase (Fernsehserie)
- 1987: Smaragd
- 1988: Anna – Der Film
- 1988: Der Boss aus dem Westen (Fernsehfilm)
- 1989: Die Männer vom K3 – Volle Deckung, Kopf runter! (Fernsehserie)
- 1989: Bodo – Eine ganz normale Familie
- 1989: Er - Sie - Es
- 1989: Inschallah (Kurzfilm)
- 1989: Schulz & Schulz (Fernsehserie, 1 Folge)
- 1989: Der Spatzenmörder (Fernsehfilm)
- 1989: Total Normal (Fernsehserie, 1 Folge)
- 1989: Forstinspektor Buchholz (Fernsehserie, 2 Folgen)
- 1989–1992: Ein Heim für Tiere (Fernsehserie, 2 Folgen)
- 1990: Abenteuer Airport (Fernsehserie, 1 Folge)
- 1990: Baldur Blauzahn (Fernsehserie)
- 1990: Der Fahnder – Comeback (Fernsehserie)
- 1990: Liebling Kreuzberg – Die Freiheit der Kunst (Fernsehserie)
- 1991: Pizza Colonia
- 1991: Ein Fall für zwei – Tod frei Haus (Fernsehserie)
- 1991: Peter Eschbachs Herz
- 1992: Unser Lehrer Doktor Specht (Fernsehserie)
- 1992: Die Distel
- 1992: Schneewittchen und das Geheimnis der Zwerge (Fernsehfilm)
- 1992: Ein Heim für Tiere (Fernsehserie, eine Folge)
- 1992: Wolffs Revier (Fernsehserie, 1 Folge)
- 1992: Negerküsse (Fernsehfilm)
- 1993: Mr. Bluesman
- 1993: Kommissar Klefisch – Tod am Meer
- 1993: Harry & Sunny (Fernsehserie)
- 1993: Ein Mann am Zug (Fernsehserie, 16 Folgen)
- 1993: Vera Wesskamp (Fernsehserie, 2 Folgen)
- 1993: Unser Lehrer Doktor Specht (Fernsehserie, 8 Folgen)
- 1994: Eine Frau will nach oben (Fernsehfilm)
- 1994: Tödliche Besessenheit (Fernsehfilm)
- 1995: Das Kalifornische Quartett (Fernsehfilm)

### Tatort / Polizeiruf 110
- 1972: Tatort: Kressin und der Mann mit dem gelben Koffer (als Wachtmeister)
- 1981: Tatort: Duisburg-Ruhrort
- 1981: Tatort: Grenzgänger
- 1982: Tatort: Der unsichtbare Gegner
- 1982: Tatort: Das Mädchen auf der Treppe
- 1982: Tatort: Kuscheltiere
- 1983: Tatort: Miriam
- 1984: Tatort: Kielwasser
- 1984: Tatort: Zweierlei Blut
- 1984: Tatort: Rechnung ohne Wirt
- 1985: Tatort: Doppelspiel
- 1985: Tatort: Zahn um Zahn (Kinofilm)
- 1985: Tatort: Das Haus im Wald
- 1986: Tatort: Der Tausch
- 1986: Tatort: Schwarzes Wochenende
- 1986: Tatort: Freunde
- 1987: Tatort: Spielverderber
- 1987: Tatort: Zabou (Kinofilm)
- 1988: Tatort: Gebrochene Blüten
- 1988: Tatort: Einzelhaft
- 1988: Tatort: Salü Palu (als Gastkommissar (ohne Schimanski) neben Max Palu im ersten Palu-Tatort aus Saarbrücken)
- 1988: Tatort: Moltke
- 1989: Tatort: Der Pott
- 1989: Tatort: Blutspur
- 1989: Tatort: Katjas Schweigen
- 1990: Tatort: Medizinmänner
- 1990: Tatort: Schimanskis Waffe
- 1990: Unter Brüdern (Gemeinsame Folge der Fernsehreihen Tatort und Polizeiruf 110)
- 1991: Tatort: Bis zum Hals im Dreck
- 1991: Tatort: Kinderlieb
- 1991: Tatort: Der Fall Schimanski
- 1991: Polizeiruf 110: Thanners neuer Job (in gleicher Rolle)
- 1995: Tatort: Bienzle und die Feuerwand (Gastrolle als Prof. Dr. Sternebeck)

## Auszeichnungen
- 1989: Adolf-Grimme-Preis mit Gold für Tatort: Moltke (zusammen mit Hajo Gies und Götz George)
- 2001: Goldene Kamera in der Kategorie Beliebteste Tatort-Kommissare (Hörzu-Leserwahl). Götz George nahm den Preis postum für Eberhard Feik in Empfang.